# Villa Sant'Antonio
Villa Sant'Antonio (sardisk: Sant'Antòni) er en by og en kommune (comune) i provinsen Oristano i regionen Sardinien i Italien. Byen ligger i 249 meters højde og har 352 indbyggere (2016). Kommunen har et areal på 19,05 km² og grænser til kommunerne Albagiara, Assolo, Asuni, Mogorella, Ruinas og Senis.